# Heptacodium
Heptacodium er en planteslægt, der kun har én art:
| Arter |

- Heptacodium miconioides